# Defenda-se: Um Manual de Sobrevivência ao Crime Urbano
Defenda-se: Um Manual de Sobrevivência ao Crime Urbano com Regras que Protegem Você e sua Família, é um livro escrito por Sanford Strong, publicado no Brasil pela editora Harbra, em 2000. Foi inicialmente publicado nos Estados Unidos com o título Strong on Defense pela Simon & Schuster, em 1996.
O livro apresenta uma visão sobre defesa pessoal, e não costuma receber apoio dos adeptos da rendição completa, e da prática defendida pelos meios de imprensa: nunca reaja a um assalto. Nele se ensina a filosofia de treinamento policial, onde se é ensinado práticas de condicionamento mental para nunca se render.
O livro faz um traçado da reação passiva e da reação ativa. A entrega de todos os bens é a melhor reação passiva, a partir desse momento o agressor não deveria desejar mais nada do que a vítima possui; e se depois de uma reação passiva, o agressor, ou agressores, se propuserem a mudar a vítima de local, o autor recomenda, essa é a hora de reagir. A vítima nunca deve aceitar que seja removida de onde está sendo inicialmente agredida, isso é um sinal de que algo muito mais sério irá ocorrer, algo que irá além de danos pecuniário.
O livro é tão polêmico que os editores puseram uma nota de advertência aos leitores do livro que não se responsabilizam por técnicas e métodos apresentados que não levem a efetivo sucesso. Apesar de polêmico, é um daqueles livros rejeitado por alguns e amado por outros.
O autor é um policial autor de dois livros sobre segurança, e traz uma diversidade estatística, além de vários casos reais bem sucedidos e mal sucedidos para análise. Ele desestimula a rendição por intermédio do medo, aconselha o treinamento em família e até para os filhos, para situações reais de perigo.